# Narayana sellata
Narayana sellata är en insektsart som först beskrevs av Melichar 1903.  Narayana sellata ingår i släktet Narayana och familjen sköldstritar. Inga underarter finns listade i Catalogue of Life.